# Palikar
En palikar (nygrekiska palikari, av klassisk grekiska pallax, ’gosse’ eller ’flicka’) var ursprungligen en hederstitel.
Hederstiteln gavs åt medlemmarna av de grekiska och albanska friskaror, vilka under det turkiska överväldets dagar stundom trädde i sold hos de turkiska paschorna, stundom på egen hand idkade rövarliv och förde gerillakrig mot turkarna. Palikarer är i sådant fall liktydigt med klefter och armatoler. Senare nyttjades ordet om de till grekiska krigsmakten hörande irreguljära trupper, vilka som uniform bar den albanska dräkten fustanella som grekerna senare adopterade till sin egen nationaldräkt.